# Национальный директорат криминальной разведки (Аргентина)
Национальный директорат криминальной разведки (исп. Dirección Nacional de Inteligencia Criminal, DINC) — разведывательная организация Аргентины, одно из ведомств Национальной системы разведки. Входит в Секретариат внутренней безопасности, который является подразделением министерства внутренних дел; не является подразделением СИДЕ, которая имеет свою собственную разведку внутренней безопасности.
Создан согласно Закону о внутренней безопасности 24.059 1992 года как Национальное управление внутренней разведки (National Directorate of Interior Intelligence, DNII). В декабре 2001 года, после реформы разведывательных служб Аргентины, согласно статьям 47/48 закона 25.520, DNII было переименовано в Dirección Nacional de Inteligencia Criminal (DINC).
Функции Национального директората криминальной разведки, в соответствии со статьёй 16 Закона 1992 года о внутренней безопасности, заключаются в стратегической координации деятельности спецслужб федеральной полиции, национальной жандармерии и Военно-морской префектуры.
На момент написания Закона 1992 года о внутренней безопасности, Национальная авиационная полиция (Policía Aeronautica Nacional, PNA) находилась под контролем ВВС Аргентины и обработку её данных вела военная разведка. В 2005 году после скандала с наркокартелями, президент Нестор Киршнер распустил PNA и создал Полицию безопасности аэропортов (Policía de Seguridad Aeroportuaria, PSA) — гражданскую спецслужбу, аналог национальной жандармерии и Военно-морской префектуры. Обработка данных из PSA вошла в компетенцию DINC.